# Immunotossina anti-CD19
L'immunotossina anti-C19 è un anticorpo monoclonale attualmente in fase di studio per l'impiego in alcuni tumori delle cellule B. 
L'anticorpo è legato ad un liposoma contenente un farmaco antitumorale (i test preliminari hanno utilizzato doxorubicina). L'anticorpo si lega al CD19, una proteina di superficie delle cellule B normali e dei tumori: il liposoma a cui è legato entra quindi in contatto con la parete cellulare ed entra all'interno della cellula, dove svolge la sua funzione.

### Anti-CD19 immunotoxin
- (EN) Miguel H. Bronchud, Principles of molecular oncology, Humana Press, 2004,  pp. 548–, ISBN 978-1-58829-279-7.
- (EN) Walter A. Hall, Immunotoxin methods and protocols[collegamento interrotto], Humana Press, 2001,  pp. 100–, ISBN 978-0-89603-775-5.
- (EN) David A. Scheinberg e Joseph G. Jurcic, Treatment of leukemia and lymphoma, Academic Press, 2004,  pp. 223–, ISBN 978-0-12-032952-6.